# Jelle Van Damme
Jelle Van Damme (Lokeren, 10 oktober 1983) is een Belgisch voormalig voetballer die doorgaans als verdediger speelde. Tijdens zijn carrière speelde Van Damme onder meer voor Royal Antwerp, Los Angeles Galaxy, Standard Luik, RSC Anderlecht en Ajax. Van Damme was van 2003 tot en met 2013 international bij de Rode Duivels, waarvoor hij 31 interlands speelde.

## Carrière

### Jeugd
Van Damme sloot zich op zesjarige leeftijd aan bij KSC Lokeren. Hij werd er na enkele seizoenen opgemerkt door scouts van verscheidene clubs. In 1993 ruilde hij Lokeren in voor SK Beveren, om in 1998 terug te keren naar Lokeren. Daar werd hij op zijn achttiende weggeplukt door Germinal Beerschot.
De Antwerpse club zette de linksvoetige verdediger meteen in het eerste elftal. Het was trainer Franky Van der Elst die Van Damme zijn eerste speelminuten op het hoogste niveau gunde. Hij speelde 7 eerste klasse wedstrijden en één duel in de Beker Van België.

### AFC Ajax
De linksachter kenmerkte zich door zijn gestalte en trok tijdens de winterstop van het seizoen 2001/02 naar zusterclub Ajax dat eerder al landgenoten Wesley Sonck en Tom Soetaers inlijfde. Daar kwam hij een stage doen. Jelle Van Damme debuteerde op 12 april 2002 voor de eerste ploeg. In de wedstrijd tegen Sparta viel hij in voor kapitein Cristian Chivu (4-0 voor Ajax). Met Ajax vierde Van Damme dit seizoen niet alleen de landstitel in de Eredivisie, hij was ook opgenomen in de selectie voor de KNVB Bekerfinale tegen FC Utrecht. Bovendien werd hij landskampioen met Jong Ajax in de Beloftencompetitie en drong hij met de ploeg van coach Jan Olde Riekerink door tot de halve finale van de KNVB Beker. In 2002 maakte hij bij Ajax ook zijn debuut in de Champions League. Het ging om een uitwedstrijd tegen Internazionale. Hij speelde de volledige wedstrijd, die Ajax met 1-0 verloor. Op het einde van het seizoen tekende hij een contract voor 3 jaar bij de Nederlandse topclub. Trainer Ronald Koeman gaf voor de positie van linksachter de voorkeur aan Maxwell waardoor hij vaak op de bank beland. Bij Ajax werd Van Damme 2 keer kampioen (2002 en 2004) en won hij de Amstel Cup (2002) en de Johan Cruijff Schaal (2002). Hij speelde er 33 wedstrijden.

### Southampton FC
Door het gebrek aan speelminuten stond de 21-jarige Van Damme open voor een vertrek bij Ajax. In juni 2004 tekende hij een contract bij Southampton FC, een club uit de Premier League. Southampton, de club van trainer Steve Wigley betaalde ruim € 3.000.000,- voor de bonkige linker flankverdediger. Het fysieke spel zou hem beter moeten liggen dan de Nederlandse competitie. Hij moest er de concurrentie aangaan met 36-jarige ervaren rot en ex-international Graeme Le Saux. Van Damme speelde er onder andere samen met James Beattie, Peter Crouch, Jamie Redknapp en Kevin Phillips. Hij komt bij The Saints amper aan spelen toe. Southampton werd laatste en degradeerde uiteindelijk uit de Premier League, waardoor een verlengd verblijf bij Southampton geen optie was. Nadien verhuurden de Engelsen hem aan Werder Bremen. In 1 seizoen kwam Van Damme slechts 7 maal in actie.

#### Verhuur aan Werder Bremen
Voor het seizoen 2005-06 vond Van Damme iets wat verrassend onderdak bij Werder Bremen. Bij de Duitse club werd Van Damme ploegmaat van onder andere Torsten Frings, Tim Borowski, Johan Micoud en Miroslav Klose. Van Damme werd gehuurd van Southampton FC voor 325.000 euro. Onder coach Thomas Schaaf kreeg de Waaslander weinig speelmogelijkheden, mede omdat hij zich kwetste eind september 2005, net op het ogenblik dat hij een basisplaats veroverd had. Van Damme speelde mee in acht competitiematchen, één bekermatch en één match in de voorronde van de Champions League. Hij scoorde één goal voor Werder. Na één seizoen werd de optie in de huurovereenkomst echter niet gelicht en keerde hij terug naar Engeland.

### RSC Anderlecht
Van Damme keerde na vijf jaar in het buitenland terug naar België. Herman Van Holsbeeck haalde hem voor € 500.000,- naar RSC Anderlecht. Hij werd binnengehaald als doublure voor linksachter Olivier Deschacht. Van Damme had bij zijn aankomst in het Astridpark bijna zijn volledige voorgaande loopbaan in het buitenland doorgebracht. In de loop der jaren groeide hij uit tot een van de sterkhouders van paars-wit en werd hij een publiekslieveling. Op de linkerflank werd hij zowel in de defensie als op het middenveld uitgespeeld. Jaarlijks doken er heel wat clubs op die in Van Damme geïnteresseerd waren. Roebin Kazan en Fulham FC zijn maar enkelen van de vele namen die in de geruchtenmolen opdoken. De opmerkelijkste was rechtstreekse concurrent Standard Luik. De Rouches hoopten Van Damme in de zomer van 2009 over te kopen, maar hij bleef bij paars-wit. Standard had nochtans veel geld over voor de verdediger. De club was bereid om Anderlecht een transfersom van 5 miljoen euro te betalen en Van Damme zelf kreeg een salaris van 1,5 miljoen euro per jaar aangeboden. Dat was toen het dubbele van het jaarsalaris van spelers als Steven Defour (aanvoerder en Gouden Schoen) en Milan Jovanović (Profvoetballer van het Jaar en Gouden Schoen). Voor Anderlecht speelde Van Damme uiteindelijk 148 wedstrijden, waarin hij 18 keer wist te scoren. De linkerflank pakte bij paars-wit 2 titels (2007 en 2010) en 1 beker (2008).

### Wolverhampton Wanderers
Op 1 juni 2010 werd Van Dammes terugkeer naar Engeland definitief. Wolves-coach Mick McCarthy drong al langer aan op zijn komst en speelde zo eerder op de bal dan West Bromwich Albion en Fulham. Ook het Russische Rubin Kazan was even geïnteresseerd. Wolverhampton Wanderers FC betaalde Anderlecht ruim € 3.250.000,-. Daarvan was een percentage voor Southampton FC. Hij tekende er een contract voor vier jaar. Dit was meteen zijn tweede avontuur in de Premier League. Weken na zijn overstap maakte Van Damme bekend dat hij graag bij Anderlecht had willen blijven, maar dat het bestuur niet was ingegaan op zijn voorstel.
Bij Wolverhampton had Van Damme het in eerste instantie moeilijk om zich aan te passen. Vooral op sociaal vlak voelde de linkerspoot zich niet in zijn sas. Via enkele ex-ploegmaats van Anderlecht liet hij weten dat hij België miste, waarna er in de media meteen druk gespeculeerd werd over een mogelijke terugkeer naar zijn ex-club. Nadien volgden ook geruchten van een overstap naar Standard Luik. Maar de Luikse club liet niet veel later via haar website weten dat Van Damme, wegens een te hoge transfersom, geen optie meer is voor de Rouches. Nadien toonde ook Club Brugge interesse in Van Damme. Van Damme speelde slechts 6 wedstrijden, waarin hij 1 maal wist te scoren voor Wolverhampton.

### Standard Luik
Op 29 november 2010 tekende Van Damme een vierjarig contract bij Standard Luik. In een eerder verspreide mededeling liet de Luikse club weten niet meer geïnteresseerd te zijn in de linksvoetige verdediger, maar nu blijkt dus dat de club met die mededeling zand strooide in de ogen van andere clubs die hoopten Van Damme vast te leggen.
Luc Devroe, de manager van Club Brugge, liet na Van Dammes overstap naar Standard in de media weten dat Club Brugge een akkoord had met zowel Wolverhampton als met de speler zelf. Ondanks dat akkoord belandde Van Damme uiteindelijk bij de Rouches. Een transfer die niet alleen bij Club Brugge niet in goede aarde viel, maar ook bij Anderlecht voor irritatie zorgde. Voorzitter Roger Vanden Stock noemde Van Damme na zijn terugkeer naar België "een labiele jongen". Uiteindelijk betaalden de Rouches € 3.500.000,- aan Wolverhampton.
Van Damme, van opleiding een linksachter, werd bij Standard op het middenveld geposteerd, naast Axel Witsel, Steven Defour en Camara. In juli 2011 werd hij net als bij Anderlecht door trainer José Riga aangesteld als aanvoerder van de Rouches. Zijn populariteit kende geen grenzen. Zijn verleden bij Anderlecht is nooit een issue in Luik, tot op vandaag is hij een van de weinige ex-spelers die op Sclessin nooit uitgefloten wordt. In 2011 en 2016 wint Van Damme de beker met de Luikenaars. In 5,5 jaar speelde hij voor Standard 205 wedstrijden, waarin hij 22 maal het doel vond.

### LA Galaxy
In januari 2016 tekende Van Damme een contract voor twee jaar bij Los Angeles Galaxy, een Amerikaanse topclub. Hij kon transfervrij overstappen naar de ploeg uit de MLS. Het werd meteen zijn het vijfde buitenlandse avontuur. Hij werd er ploegmaat van o.a. Robbie Keane. Van Damme groeide er in zijn eerste jaar uit tot sterkhouder achterin en kreeg daarvoor nominaties voor de prijzen “Nieuwkomer van het Jaar” en “Verdediger van het Jaar”. Hij greep er telkens naast. Op 3 augustus 2017 was Van Damme wel geselecteerd voor de MLS All Stars (het elftal van het jaar). Hij werd zo beschouwd als een van de beste MLS-spelers van dat seizoen. Van Damme startte tegen Real Madrid met o.a. Kaká, Bastian Schweinsteiger en David Villa. In zijn tweede seizoen voor de Amerikaanse club werd hij kapitein. Van Damme speelde in twee seizoenen 55 keer voor LA Galaxy waarin hij 2 maal wist te scoren.

### Royal Antwerp FC
Vanaf augustus 2017 speelt Van Damme voor Royal Antwerp FC. Antwerp betaalde ruim € 200.000,- aan zijn Amerikaanse club Los Angeles Galaxy. Van Damme was vragende partij voor een transfer, dit om dichter bij zijn kinderen te zijn. Ook AA Gent wilde de voormalig speler van onder meer Anderlecht en Standard terug naar België halen. Hij tekende een contract voor twee seizoenen op de Bosuil. Antwerp was meteen zijn negende club in zijn rijkgevulde carrière.
Na twee jaar kreeg Van Damme echter geen contractverlening meer niet tegenstaande dat hij snel uitgroeide tot een vaste waarde van het team. Een oorzaak van de sluimerende contractbespreking zou gelegen hebben aan het begin van zijn tweede seizoen in Antwerpse loondienst. Hij had toen een conflict met zijn trainer László Bölöni. Die wonde werd nooit helemaal geheeld. Hij speelde in totaal 58 wedstrijden voor ‘The Great Old’ waarin hij één keer wist te scoren.

### Sporting Lokeren
Sporting Lokeren wist een serieuze stunt te verwezenlijken met het aantrekken van Van Damme. Van Damme was transfervrij en had verschillende mogelijkheden. De Waaslandse club was net gedegradeerd naar de Eerste klasse B en wou een gooi doen om direct terug te keren naar de hoogste afdeling. Hij tekent een contract voor 1 jaar op Daknam. Bij Lokeren liep hij de nieuwe eigenaar Louis de Vries tegen het lijf, met wie hij in het verleden nog samenwerkte.
Zijn avontuur bij Lokeren liep echter op een sisser af. In de competitie eindigde Lokeren op de laatste plaats en werd het veroordeeld tot de play-downs tegen KSV Roeselare. Deze wedstrijd zou echter nooit plaats vinden door de Corona epidemie. Ook grote financiële problemen doken op waardoor een faillissement onafwendbaar was.
Op 12 februari 2021 maakte Van Damme bekend op zijn instagrampagina dat hij stopt met voetballen. De verdediger zat toen al een half jaar zonder club.

## Clubstatistieken
| Seizoen | Club                    | Land                      | Competitie          | Competitie | Competitie | Beker | Beker | Internationaal | Internationaal | Totaal | Totaal |
| Seizoen | Club                    | Land                      | Competitie          | Wed.       | Dlp.       | Wed.  | Dlp.  | Wed.           | Dlp.           | Wed.   | Dlp.   |
| ------- | ----------------------- | ------------------------- | ------------------- | ---------- | ---------- | ----- | ----- | -------------- | -------------- | ------ | ------ |
| 2001/02 | Germinal Beerschot      | Vlag van België           | Eerste klasse       | 7          | 0          | 1     | 0     | —              | —              | 8      | 0      |
| 2001/02 | Ajax                    | Vlag van Nederland        | Eredivisie          | 1          | 0          | 0     | 0     | 0              | 0              | 1      | 0      |
| 2002/03 | Ajax                    | Vlag van Nederland        | Eredivisie          | 11         | 0          | 3     | 0     | 7              | 0              | 21     | 0      |
| 2003/04 | Ajax                    | Vlag van Nederland        | Eredivisie          | 6          | 0          | 0     | 0     | 5              | 0              | 11     | 0      |
| 2004/05 | Southampton FC          | Vlag van Engeland         | Premier League      | 6          | 0          | 1     | 0     | —              | —              | 7      | 0      |
| 2005/06 | Werder Bremen           | Vlag van Duitsland        | Bundesliga          | 8          | 1          | 1     | 0     | 1              | 0              | 10     | 1      |
| 2006/07 | RSC Anderlecht          | Vlag van België           | Eerste klasse       | 25         | 0          | 3     | 0     | 3              | 0              | 31     | 0      |
| 2007/08 | RSC Anderlecht          | Vlag van België           | Eerste klasse       | 29         | 7          | 6     | 0     | 10             | 0              | 45     | 7      |
| 2008/09 | RSC Anderlecht          | Vlag van België           | Eerste klasse       | 24         | 3          | 1     | 0     | 0              | 0              | 25     | 3      |
| 2009/10 | RSC Anderlecht          | Vlag van België           | Eerste klasse       | 34         | 7          | 1     | 0     | 10             | 1              | 45     | 8      |
| 2010/11 | Wolverhampton Wanderers | Vlag van Engeland         | Premier League      | 6          | 1          | 0     | 0     | —              | —              | 6      | 1      |
| 2010/11 | Standard Luik           | Vlag van België           | Eerste klasse       | 17         | 2          | 4     | 1     | —              | —              | 21     | 3      |
| 2011/12 | Standard Luik           | Vlag van België           | Eerste klasse       | 30         | 5          | 2     | 2     | 9              | 0              | 41     | 7      |
| 2012/13 | Standard Luik           | Vlag van België           | Eerste klasse       | 32         | 3          | 2     | 1     | —              | —              | 35     | 4      |
| 2013/14 | Standard Luik           | Vlag van België           | Eerste klasse       | 38         | 3          | 1     | 0     | 7              | 0              | 46     | 3      |
| 2014/15 | Standard Luik           | Vlag van België           | Eerste klasse       | 26         | 2          | 1     | 0     | 9              | 0              | 36     | 2      |
| 2015/16 | Standard Luik           | Vlag van België           | Eerste klasse       | 17         | 2          | 2     | 0     | 4              | 1              | 23     | 3      |
| 2016    | LA Galaxy               | Vlag van Verenigde Staten | Major League Soccer | 31         | 0          | 1     | 0     | 2              | 0              | 34     | 0      |
| 2017    | LA Galaxy               | Vlag van Verenigde Staten | Major League Soccer | 18         | 1          | 3     | 1     | —              | —              | 21     | 2      |
| 2017/18 | Antwerp FC              | Vlag van België           | Eerste klasse A     | 23         | 0          | 1     | 0     | —              | —              | 24     | 0      |
| 2018/19 | Antwerp FC              | Vlag van België           | Eerste klasse A     | 34         | 1          | 0     | 0     | —              | —              | 34     | 1      |
| 2019/20 | Sporting Lokeren        | Vlag van België           | Eerste klasse B     | 23         | 1          | 2     | 1     | —              | —              | 25     | 2      |
| Totaal  | Totaal                  | Totaal                    | Totaal              | 446        | 39         | 36    | 6     | 67             | 2              | 549    | 47     |

## Interlandcarrière
Van Damme debuteerde op 29 maart 2003 voor de nationale ploeg in een met 4-0 verloren kwalificatiewedstrijd voor het EK 2004 tegen Kroatië. Hij mocht toen invallen voor Joos Valgaeren. Van Damme was bij zijn debuut speler van Ajax. De bondscoach die Van Damme voor het eerst opriep was streekgenoot Aimé Antheunis. Bij de Rode Duivels moest Van Damme de concurrentie aangaan met onder andere Peter Van Der Heyden, Philippe Léonard en Didier Dheedene en later ook Nicolas Lombaerts, Filip Daems en Thomas Vermaelen.
Van Damme werd tussen 2003 en 2014 veertig keer geselecteerd voor de Rode Duivels. Hierin verzamelde hij 32 caps en wist hij niet te scoren.

## Interlands
| Interlands van Jelle Van Damme         | Interlands van Jelle Van Damme | Interlands van Jelle Van Damme | Interlands van Jelle Van Damme | Interlands van Jelle Van Damme | Interlands van Jelle Van Damme |
| Nr.                                    | Datum                          | Wedstrijd                      | Uitslag                        | Soort Wedstrijd                | Goals                          |
| Als speler van AFC Ajax                | Als speler van AFC Ajax        | Als speler van AFC Ajax        | Als speler van AFC Ajax        | Als speler van AFC Ajax        | Als speler van AFC Ajax        |
| -------------------------------------- | ------------------------------ | ------------------------------ | ------------------------------ | ------------------------------ | ------------------------------ |
| 1.                                     | 29 maart 2003                  | Kroatië - België               | 4-0                            | EK Kwalificatie 2008           | -                              |
| 2.                                     | 20 augustus 2003               | België - Frankrijk             | 0-2                            | Vriendschappelijk              | -                              |
| 3.                                     | 10 september 2003              | België - Kroatië               | 2-1                            | EK Kwalificatie 2008           | -                              |
| 4.                                     | 11 oktober 2003                | België - Estland               | 2-0                            | EK Kwalificatie 2008           | -                              |
| 5.                                     | 18 februari 2004               | België - Frankrijk             | 0-2                            | Vriendschappelijk              | -                              |
| 6.                                     | 31 maart 2004                  | Duitsland - België             | 3-0                            | Vriendschappelijk              | -                              |
| Als speler van Southampton FC          |                                |                                |                                |                                |                                |
| 7.                                     | 28 april 2005                  | België - Turkije               | 2-3                            | WK Kwalificatie 2006           | -                              |
| Als speler van Werder Bremen           |                                |                                |                                |                                |                                |
| 8.                                     | 17 augustus 2005               | België - Griekenland           | 2-0                            | Vriendschappelijk              | -                              |
| 9.                                     | 7 september 2005               | België - San Marino            | 8-0                            | WK Kwalificatie 2006           | -                              |
| 10.                                    | 20 mei 2006                    | Slowakije - België             | 1-1                            | Vriendschappelijk              | -                              |
| 11.                                    | 24 mei 2006                    | België - Turkije               | 3-3                            | Vriendschappelijk              | -                              |
| Als speler van RSC Anderlecht          |                                |                                |                                |                                |                                |
| 12.                                    | 16 augustus 2006               | België - Kazachstan            | 0-0                            | EK Kwalificatie 2008           | -                              |
| 13.                                    | 15 november 2006               | België - Polen                 | 0-1                            | EK Kwalificatie 2008           | -                              |
| 14.                                    | 7 februari 2007                | België - Tsjechië              | 0-2                            | EK Kwalificatie 2008           | -                              |
| 15.                                    | 24 maart 2007                  | Portugal - België              | 4-0                            | EK Kwalificatie 2008           | -                              |
| 16.                                    | 17 oktober 2007                | Finland - België               | 2-0                            | EK Kwalificatie 2008           | -                              |
| 17.                                    | 21 november 2007               | Azerbeidzjan - België          | 0-1                            | EK Kwalificatie 2008           | -                              |
| 18.                                    | 20 augustus 2008               | Duitsland - België             | 2-0                            | Vriendschappelijk              | -                              |
| 19.                                    | 6 september 2008               | België - Estland               | 3-2                            | WK Kwalificatie 2010           | -                              |
| 20.                                    | 11 oktober 2008                | België - Armenië               | 2-0                            | WK Kwalificatie 2010           | -                              |
| 21.                                    | 15 oktober 2008                | België - Spanje                | 1-2                            | WK Kwalificatie 2010           | -                              |
| 22.                                    | 19 november 2009               | Luxemburg - België             | 1-1                            | Vriendschappelijk              | -                              |
| 23.                                    | 12 augustus 2009               | Tsjechië - België              | 3-1                            | Vriendschappelijk              | -                              |
| 24.                                    | 3 maart 2010                   | België - Kroatië               | 0-1                            | Vriendschappelijk              | -                              |
| 25.                                    | 19 mei 2010                    | België - Bulgarije             | 2-1                            | Vriendschappelijk              | -                              |
| Als speler van Wolverhampton Wanderers |                                |                                |                                |                                |                                |
| 26.                                    | 11 augustus 2010               | Finland - België               | 1-0                            | Vriendschappelijk              | -                              |
| 27.                                    | 8 oktober 2010                 | Kazachstan - België            | 0-2                            | EK Kwalificatie 2012           | -                              |
| Als speler van Standard Luik           |                                |                                |                                |                                |                                |
| 28.                                    | 9 februari 2011                | België - Finland               | 1-1                            | Vriendschappelijk              | -                              |
| 29.                                    | 29 maart 2011                  | België - Azerbeidzjan          | 4-1                            | EK Kwalificatie 2012           | -                              |
| 30.                                    | 6 februari 2013                | België - Slowakije             | 2-1                            | Vriendschappelijk              | -                              |
| 31.                                    | 14 augustus 2013               | België - Frankrijk             | 0-0                            | Vriendschappelijk              | -                              |
| 32.                                    | 6 september 2013               | Schotland - België             | 0-2                            | WK Kwalificatie 2014           | -                              |
| Totaal                                 | Totaal                         | Totaal                         | Totaal                         | Totaal                         | 0                              |

Bijgewerkt t/m 6 september 2013

## Erelijst[18]
| Competitie         |        |                  |      |      |
| Competitie         | Aantal | Jaren            |      |      |
| Ajax               | Ajax   | Ajax             | Ajax | Ajax |
| ------------------ | ------ | ---------------- | ---- | ---- |
| Eredivisie         | 2x     | 2001/02, 2003/04 |      |      |
| KNVB beker         | 1x     | 2001/02          |      |      |
| RSC Anderlecht     |        |                  |      |      |
| Eerste klasse      | 2x     | 2006/07, 2009/10 |      |      |
| Beker van België   | 1x     | 2007/08          |      |      |
| Belgische Supercup | 3x     | 2006, 2007, 2010 |      |      |
| Standard Luik      |        |                  |      |      |
| Beker van België   | 1x     | 2010/11          |      |      |

## Rugnummers
Hieronder staat een overzicht van de rugnummers die Van Damme tijdens zijn loopbaan droeg. Bij Ajax droeg hij rugnummer 14, het rugnummer van clublegende Johan Cruijff. Uit eerbetoon aan de prestaties van Cruijff mag het nummer 14 sinds 2007 niet meer gedragen worden bij Ajax. Thomas Vermaelen, ploegmaat van Van Damme bij de nationale ploeg, droeg het nummer na zijn vertrek in 2004.
Bij de laatste vier clubs van Van Damme (Standard Luik, Los Angeles Galaxy, Royal Antwerp en KSC Lokeren) speelde hij met het rugnummer 37. Hij koos voor dit nummer omdat het een samenvoeging is van de twee geluksgetallen 3 en 7.
- Ajax : 24, 14
- Southampton : 4
- Werder Bremen : 23
- RSC Anderlecht : 6
- Wolverhampton Wanderers : 2
- Standard Luik : 37
- Los Angeles Galaxy : 37
- Royal Antwerp : 37
- KSC Lokeren : 37

## Privé
Van Damme trouwde op 31 mei 2008 met Elke Clijsters. Zij hebben een zoon (2009) en een dochter (2010). De twee gingen in 2016 uit elkaar. Van Damme is een neef van gewezen wielrenster Evy Van Damme.

## Trivia
Aan de vooravond van een wedstrijd met Standard Luik tegen Zenit Sint-Petersburg vroegen Russische journalisten of Jelle familie is van de Belgische Hollywoodacteur Jean-Claude Van Damme.